# Ruf CTR
RUF CTR Yellowbird – supersamochód produkowany przez niemiecką firmę RUF, skonstruowany z myślą o walce z Ferrari F40 wówczas najszybszym samochodem na świecie 1987, który ten tytuł odebrał konkurencyjnemu Porsche 959. Po raz pierwszy został zaprezentowany w końcu 1987 na Geneva Motor Show w Szwajcarii i wzbudził ogólny zachwyt publiczności. Wersja CTR Cabrio także została zaprezentowana w 1990 posiadała ten sam silnik co wersja Coupe i była wówczas najszybszym autem na rynku bez dachu. Do dzisiaj jest jednym z najszybszych samochodów typu cabrio (337 km/h). CTR zebrał także dobre oceny od dziennikarzy. Jako jeden z pierwszych samochodów na świecie miał tak duże tarcze hamulcowe o średnicy 330 mm, co przełożyło się na krótką drogę hamowania. Ponadto był jednym z lepiej prowadzących się aut, które miały cokolwiek wspólnego z firmą Porsche. Bezpośrednim następcą modelu CTR Yellowbird był Ruf CTR2. Cel jaki zakładano budując go, a więc pokonanie F40, został zrealizowany.

## Dane Techniczne RUF CTR
| Marka i model                        | RUF CTR Yellowbird |
| ------------------------------------ | --- |
| Lata produkcji:                      | 1987-1989 |
| Liczba egzemplarzy:                  | 29 sztuk |
| Typ silnika:                         | ( Porsche 930 - SOHC 12-zaworowy) 2 reaktory katalityczne, 2 turbosprężarki, 2 intercoolery, układ wydechowy wykonany w całości z aluminium. |
| Silnik:                              | (B6, turbodoładowany, 2 zawory na cylinder)                                                                                                  |
| Objętość skokowa cm ³:               | 3367 cm ³ (3.4 litra) |
| Średnica cylindra x skok tłoka (mm): | 98,0 x 74,4 mm |
| Moc kW (KM):                         | 350 kW (469 KM) przy 5950 obr./min |
| Moc z 1 litra cm ³ (KM):             | 139,3 KM |
| Max. moment obrotowy:                | 553 Nm przy 5500 obr./min |
| Stopień sprężania:                   | 7,3 : 1 |
| Przełożenia / skrzynia biegów:       | 5-biegowa manualna, napęd na tylną oś |
| Układ hamulcowy:                     | Aluminiowe tarcze, firmy Porsche Średnica tarcz - (Przód: Ø 330 mm / Tył: Ø 330 mm)                                                          |
| Karoseria / Nadwozie:                | Karoseria w większości wykonana z aluminium z niektórymi częściami z tworzywa sztucznego                                                     |
| Rozstaw osi:                         | 2270 mm |
| Opony:                               | Felgi - z aluminium firmy RUF Opony - (Dunlop Denloc - przód: 225 x 50 ZR17 / tył: 255 x 45 ZR17)                                            |
| Miary D x S x W (mm):                | 4290 x 1800 x 1300 mm |
| Zbiornik paliwa:                     | 66 l |
| Masa własna:                         | 1170 kg |
| Prędkość maksymalna (km/h):          | 339 km/h |
| Przyśpieszenie 0 – 100 km/h:         | 4,0 s |
| Przyśpieszenie 0 – 160 km/h:         | 7,5 s |

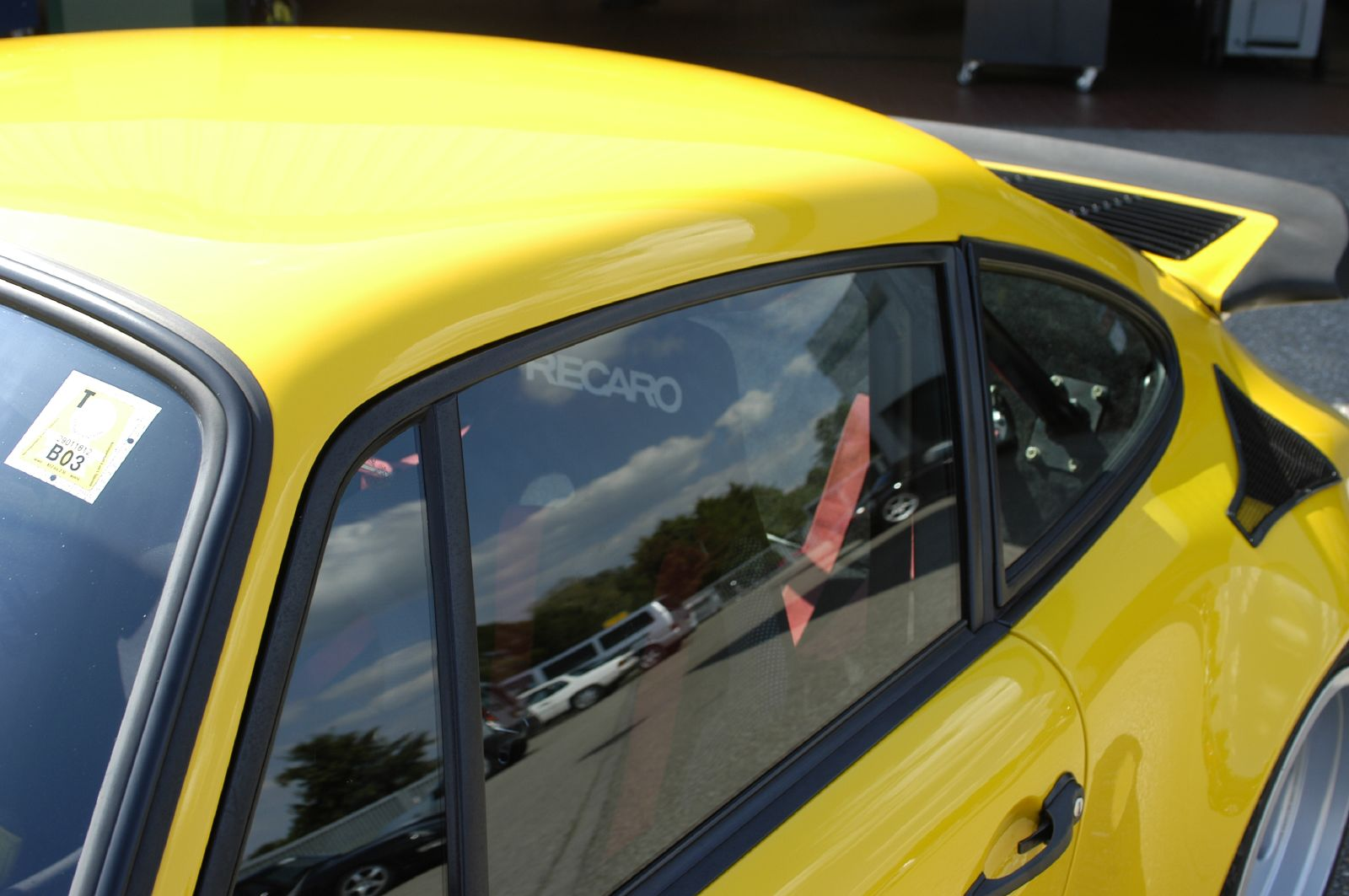
Widok boku auta
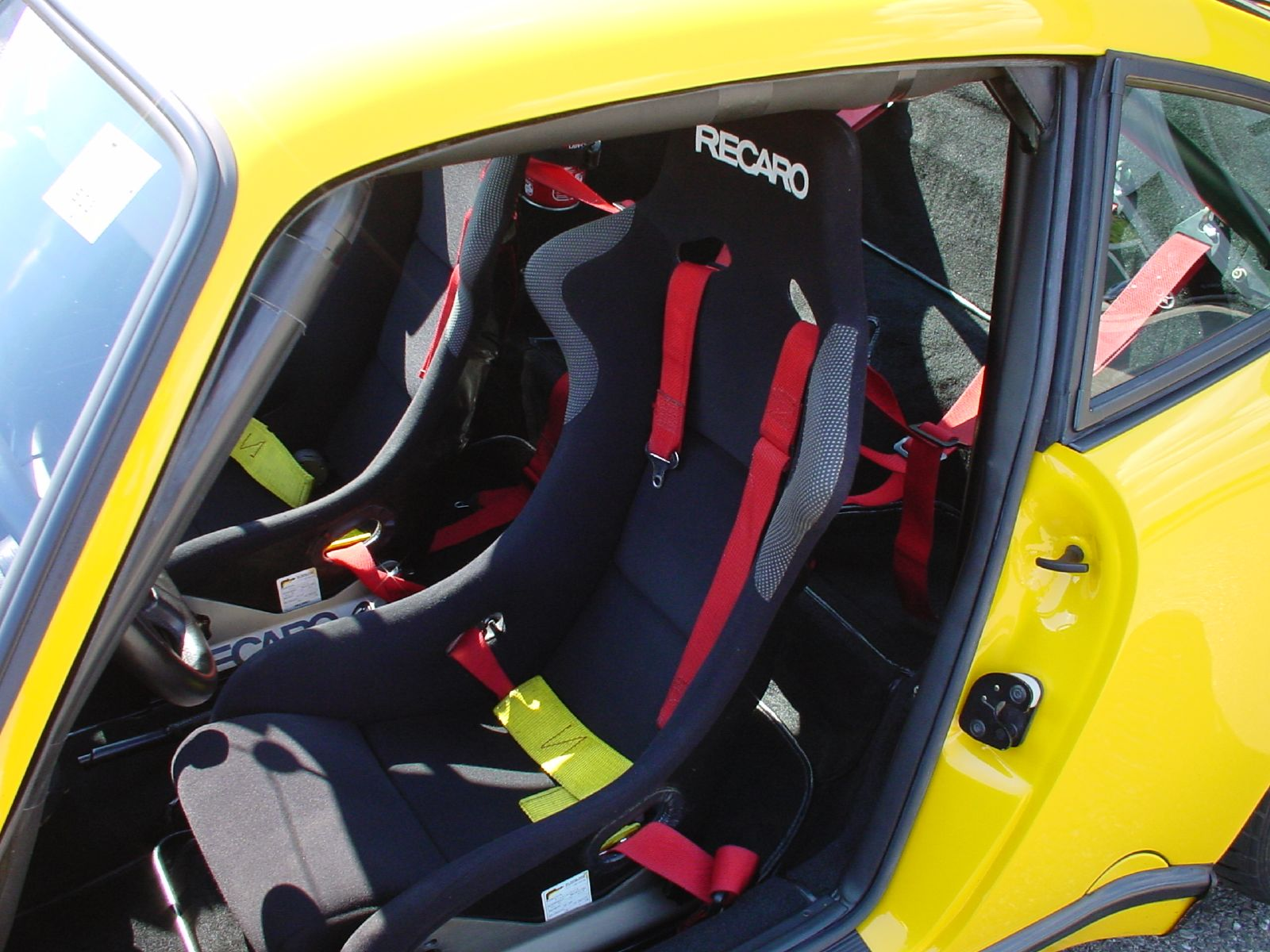
Siedzenia firmy Recaro
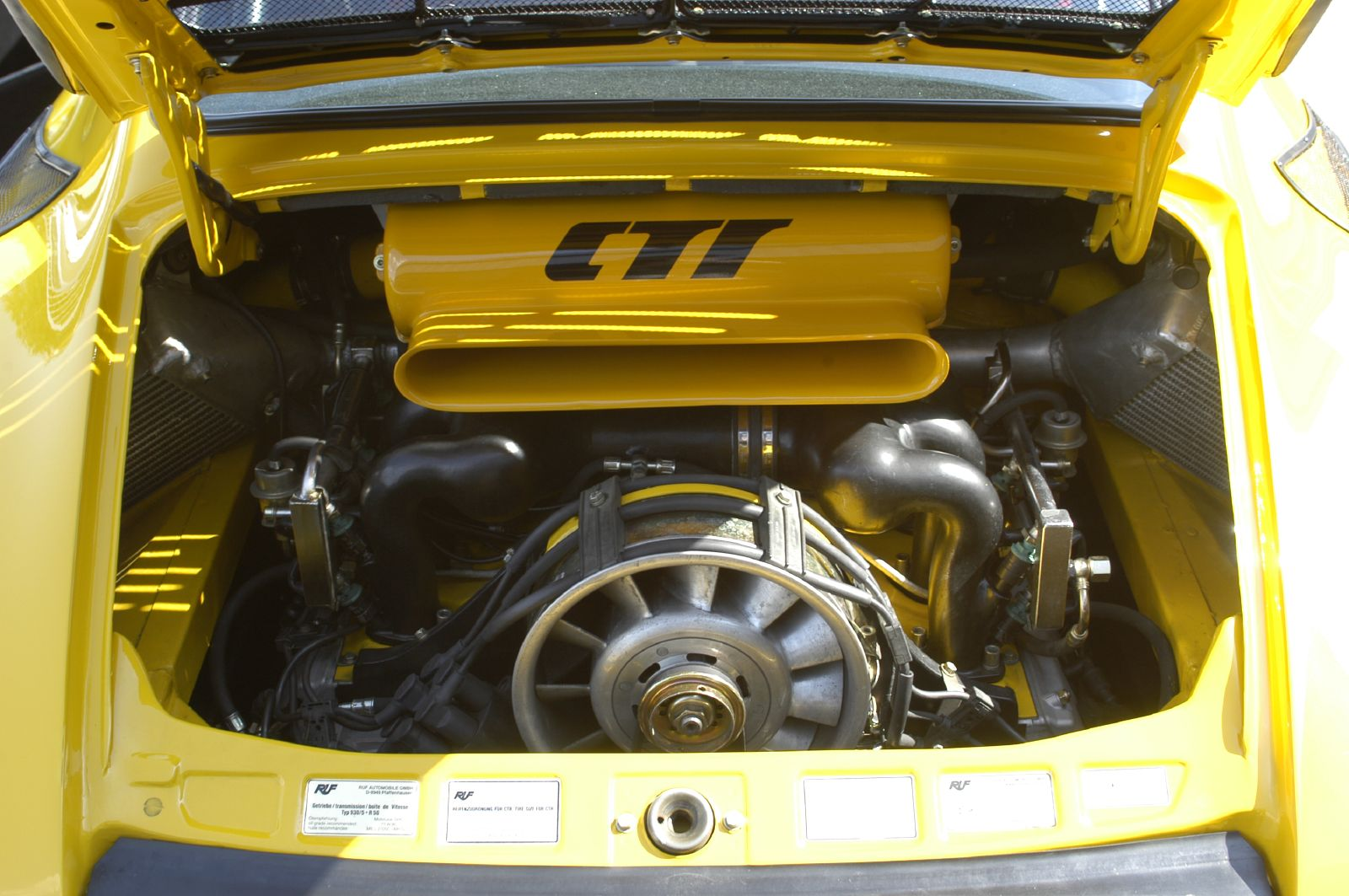
Silnik CTR 3.4l o mocy około 470KM
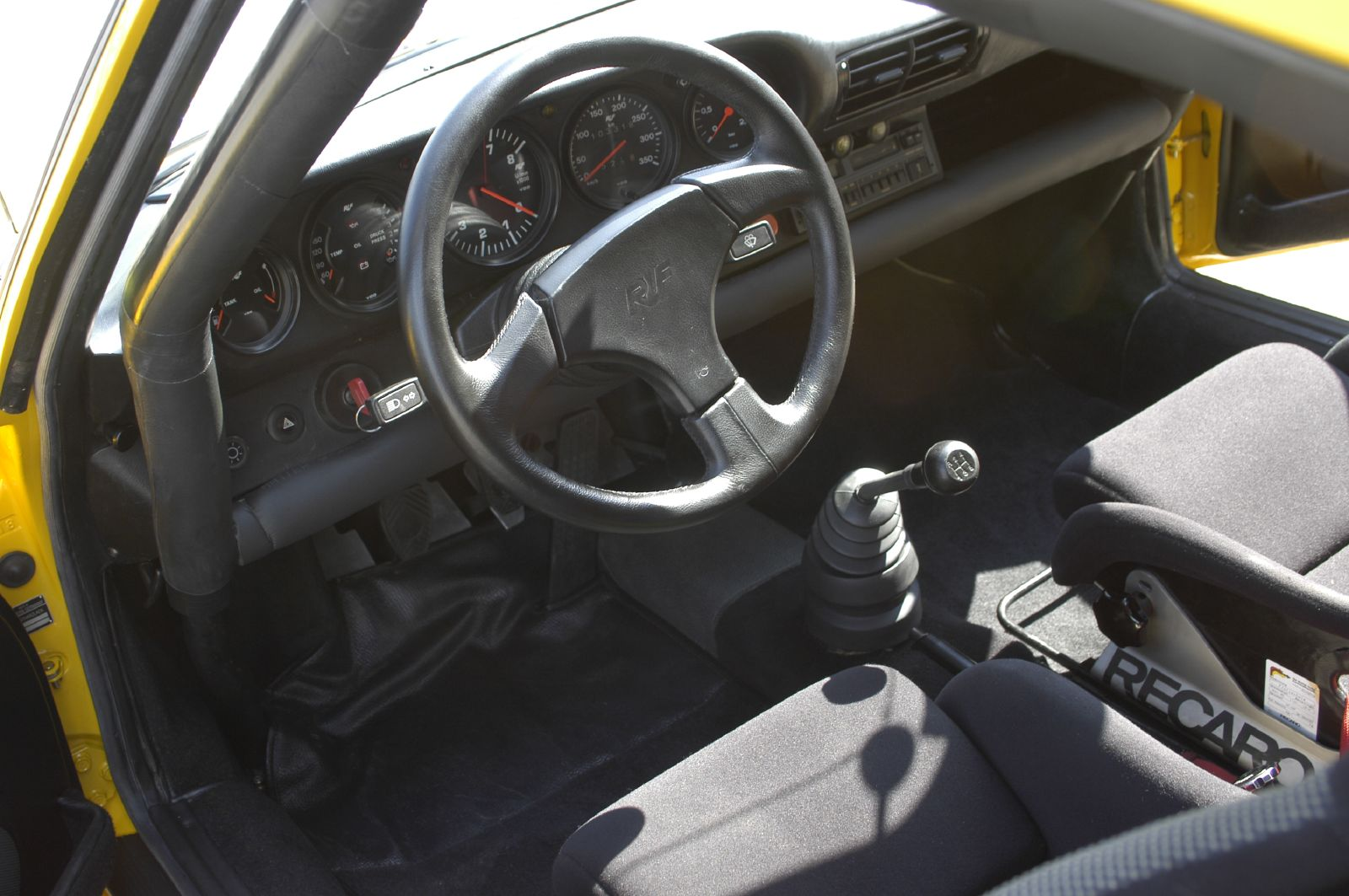
Wnętrze RUF CTR